# Belagerung von Pskow (1581)
Narva I – Dorpat – Ringen – Tirsen – Ermes – Fellin – Sewerien – Newel – Polozk – Ula I – Oserischtsche – Ula II – Reval I – Weißenstein – Lode – Wesenberg – Reval II – Wenden – Polozk – Sokol – Narva II – Tschernigow – Welikije Luki – Toropez – Nastasjino – Sawolotschje – Padis – Schklow – Narva III – Radziwill-Feldzug – Pskow – Ljalizy – Oreschek
Die Belagerung von Pskow dauerte vom August 1581 bis Februar 1582, als die Armee des polnischen Königs Stephan Báthory am Ende des Livländischen Kriegs erfolglos versuchte, die russische Stadt Pskow zu erobern.

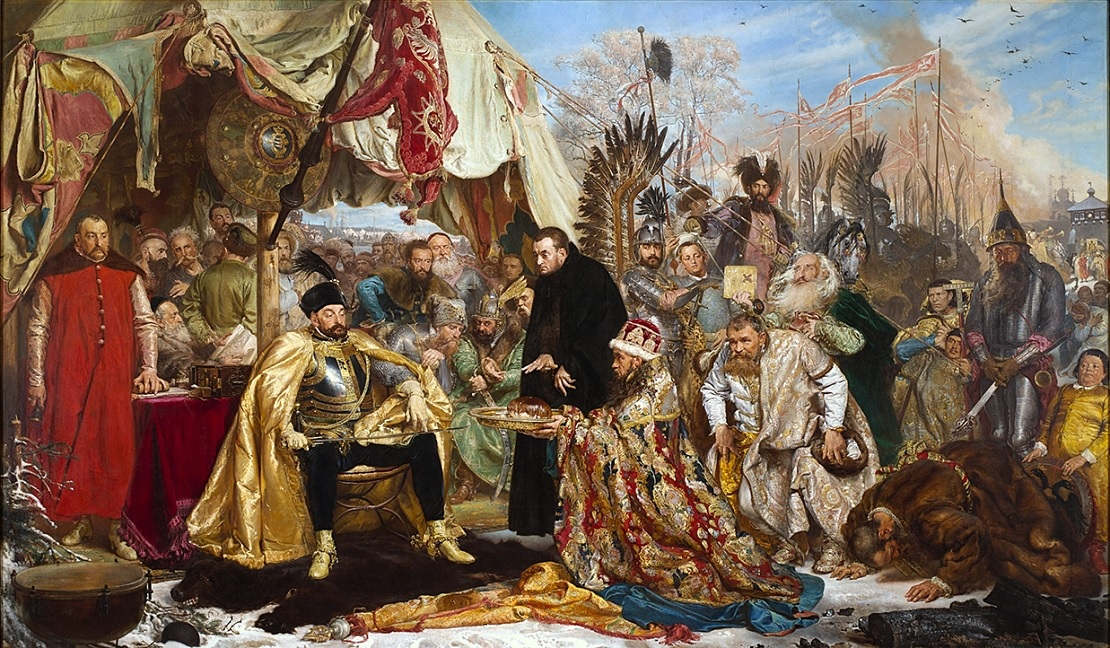
Stephan Báthory während der Belagerung von Pleskau (Pskow). Gemälde von Jan Matejko, 1872.

## Geschichte
Die ersten Einheiten der polnisch-litauischen Armee, die zwei Jahre zuvor Polozk und Welikije Luki besetzt hatte, erschienen am 18. August 1581 vor den Mauern von Pskow. Die Hauptkräfte der Eroberer, die 31.000 Mann zählten, begannen die Belagerung der Stadt am 24. August. Der russische Fürst Wassili Skopin-Schuiski leitete nominell die Verteidigung der Stadt, doch die eigentliche Befehlsgewalt lag bei seinem Verwandten Iwan Schuiski. Die russische Garnison bestand aus 4.000 Adligen, Strelizen und Kosaken sowie aus 12.000 bewaffneten Bürgern von Pskow und seiner Umgebung.
Nach einem zweitägigen Bombardement von Pskow ging die polnische Armee am 8. September zum Angriff über. Die Russen wehrten den Angriff ab, der für die Polen mit hohen Verlusten endete. Polnische Versuche, die Befestigungen zu untergraben und zu sprengen, blieben ergebnislos, wie auch ein weiterer großangelegter Angriff am 2. November. Wenig später versuchten die Polen, das Pskowo-Petschorski-Kloster im 50 Kilometer entfernten heutigen Petschory zu erobern, doch auch dies schlug fehl.
Danach befahl Stephan Báthory eine passive Belagerung und die Schlacht verwandelte sich in eine Blockade. Doch die Einwohner von Pskow hielten während des strengen Winters stand. Dagegen brach im polnischen Lager eine Meuterei aus und konnte nur durch das harte Durchgreifen von Kanzler Jan Zamoyski unterdrückt werden. Die russischen Partisanen waren in der Umgebung von Pskow aktiv und griffen ständig feindliche Proviantlager und Versorgungslinien an. Die belagerten Pskower unternahmen 46 Ausfälle, die Polen attackierten während der fünfmonatigen Belagerung 31 Mal. Die Belagerung zog sich in die Länge und keine Seite war imstande, sie zu beenden. Schließlich führten diplomatische Verhandlungen mit Beteiligung des Vatikans, der den Legaten Antonio Possevino entsandte, zum Ende der Kampfhandlungen.
Stephan Báthory und Iwan der IV. unterzeichneten am 15. Januar 1582 den Vertrag von Jam Zapolski. Russland zog seine Ansprüche auf Livland und Polozk zurück, und im Gegenzug gab Polen-Litauen die zuvor eroberten russischen Gebiete zurück. Am 4. Februar 1582 verließen die letzten Einheiten der polnisch-litauischen Armee die Umgebung von Pskow.